# Biencourt
Biencourt là một xã ở tỉnh Somme, vùng Hauts-de-France, Pháp. Diện tích là 2,22  km².

## Địa lý
Thị trấn này tọa lạc 22 dặm Anh về phía tây nam của Abbeville trên đường D263, khoảng 1 dặm Anh so với đường ô tô A28.

## Dân số
| 1962                                                         | 1968 | 1975 | 1982 | 1990 | 1999 |
| ------------------------------------------------------------ | ---- | ---- | ---- | ---- | ---- |
| 113                                                          | 137  | 115  | 114  | 120  | 116  |
| Số liệu điều tra dân số từ năm 1962, dân số không tính trùng |      |      |      |      |      |